# 福岡市立姪浜小学校

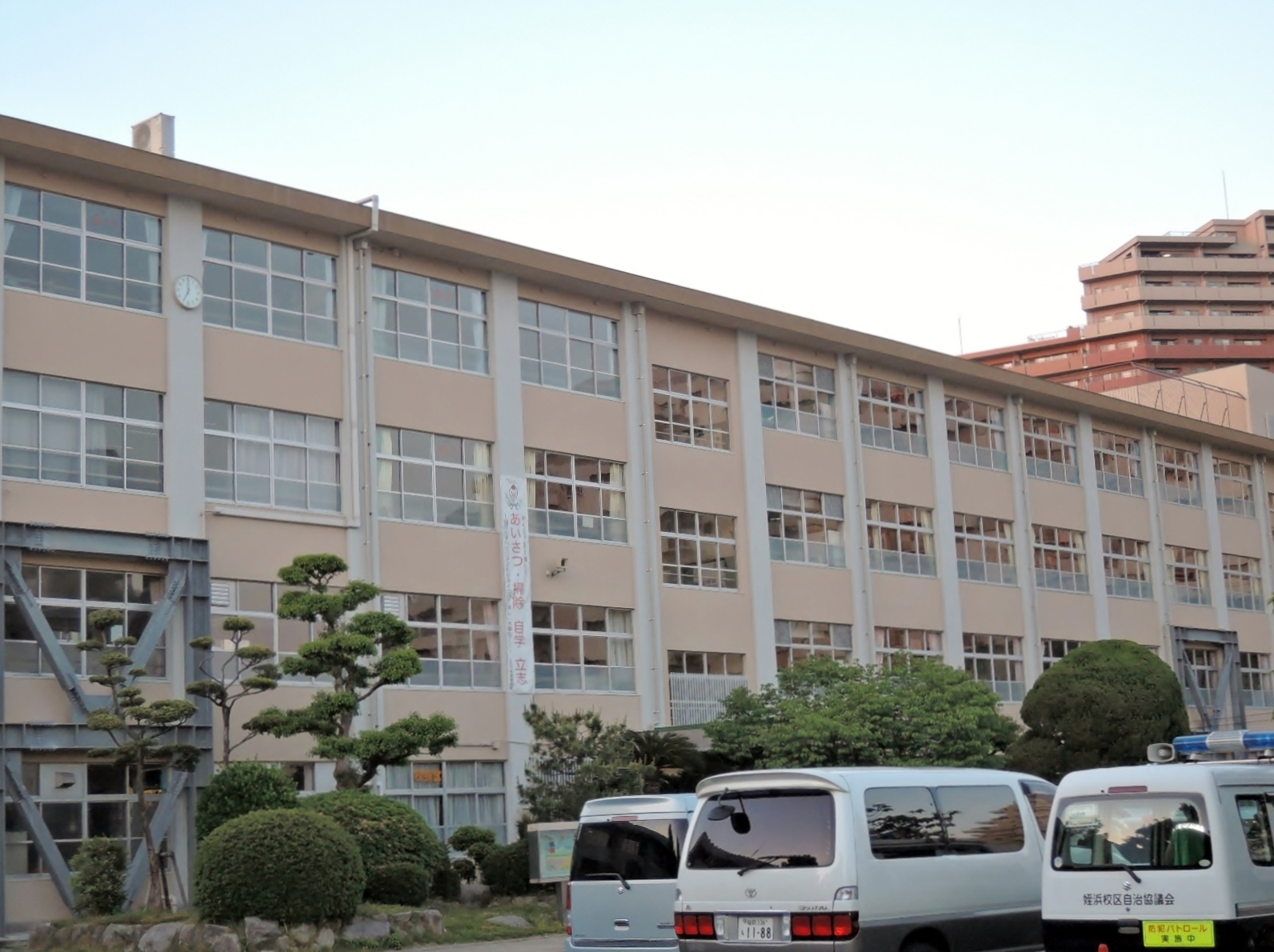
福岡市西区の福岡市立姪浜小学校

福岡市立姪浜小学校（ふくおかしりつ めいのはましょうがっこう）は、福岡県福岡市西区姪の浜二丁目にある公立小学校。

## 沿革
- 1873年（明治06年）2月 - 早良郡姪浜小学校創立
- 1933年（昭和08年） - 姪浜町の福岡市への編入合併により福岡市立姪浜尋常小学校となる
- 1941年（昭和16年） - 国民学校令により福岡市立姪浜国民学校となる
- 1947年（昭和22年） - 学制改革により福岡市立姪浜小学校と改称
- 1959年（昭和34年） - 内浜小学校を分離
- 1979年（昭和54年） - 愛宕小学校、福重小学校を分離
- 1986年（昭和61年） - 特殊学級設置
- 1996年（平成08年） - 愛宕浜小学校を分離
- 2007年（平成19年） - 姪北小学校を分離

## 通学区域
以下の西区内の各地域。中学校については、地域により、姪浜中学校の校区、内浜中学校の校区に分かれる。
- 姪の浜1,2,3,4,6丁目（一部） - 姪浜中学校校区
- 姪浜駅南1,2,3,4丁目（2丁目の一部を除く） - 内浜中学校校区
- 愛宕南1,2丁目 - 内浜中学校校区

校区は西区北東部の姪浜駅周辺の市街地・住宅地であり、北西端は名柄川の右岸部、南東端は室見川の左岸部となる。姪浜町時代から存在する小学校だが、福岡市との合併後、旧姪浜町域の住宅地化の進行や北部の埋め立てによる住宅地の拡大、それに伴う児童増により、分離が繰り返された。

### 校区が隣接する小学校
- 福岡市立姪北小学校 - 当校と同じ姪の浜二丁目にあり至近距離。
- 福岡市立愛宕浜小学校
- 福岡市立愛宕小学校
- 福岡市立原北小学校
- 福岡市立福重小学校
- 福岡市立内浜小学校

### 校区内の主な施設
- JR九州筑肥線・福岡市地下鉄空港線 姪浜駅
- 姪浜中央公園
- あたごはま幼稚園
- ときわ幼稚園